# Neophyllotocus pallidipennis
Neophyllotocus pallidipennis är en skalbaggsart som beskrevs av Macleay 1864. Neophyllotocus pallidipennis ingår i släktet Neophyllotocus och familjen Melolonthidae. Inga underarter finns listade i Catalogue of Life.